# 곽윤직
곽윤직(郭潤直, 1925년 12월 6일 ~ 2018년 2월 22일)은 서울대학교 법과대학 교수를 지낸 대한민국의 민법학자이다. 본관은 청주(淸州). 호는 후암(厚巖)이다.

## 생애
1925년 12월 6일에 충청남도 연기군 전의면에서 태어났다. 1944년에 당시 5년제이던 성남중학교를 졸업하고, 1947년에는 서울대학교 법과대학 전문부(원 경성법학전문학교, 2년제)를 수료했다. 1951년에는 서울대학교 법과대학 법학과를 졸업하고, 1953년부터 1958년까지 동국대학교 강사로 있는 것을 비롯해, 서울대학교나 이화여자대학교의 강사로 활동했다.
1956년에 제7회 고등고시 행정과 제3부(외교)에 합격한 뒤, 1956년부터 1958년까지는 법령정리위원회 전문위원으로 활동했다. 이후 서울대학교 법과대학 전임강사로 임명되었고, 1959년에는 미국 국무부의 초청으로 버지니아 대학교 교환교수로 영미 물권법을 연구했다.
1960년에 서울대학교 법과대학 조교수로 임명되었고, 1962년에는 부교수로 임명되었다. 1967년에 교수로 임명되었고, 1968년에는 논문 〈부동산물권변동의 연구〉로 동대학 법학박사학위를 받았다.
서울대학교에서 처음에는 대륙법을 강의하다가, 나중에는 민법을 강의하면서 1961년에 출간한 《민법 (上)》에서 총칙과 물권편을, 1962년에 출간한 《민법 (中)》에서 채권편의 이론적 체계를 서술하였다. 첫 강의안의 출판을 시작으로, 1963년에는 물권변동에 관한 독자적 학설을 전개하는 것으로 잘 알려진 《물권법 (민법강의 Ⅱ)》과 《민법총칙 (민법강의 Ⅰ)》을 출간하였다. 이를 시작으로 1963년의 《채권총론 (민법강의 Ⅲ)》과 1967년의 《채권각론 上(민법강의 Ⅳ)》을 비롯하여, 1971년의 《채권각론 下(민법강의 Ⅴ)》까지 교과서를 체계적으로 출간하였다.
그의 책은 “국내동학자의 교과서에서 피력된 학설을 거의 빠짐없이 소개하고 그것을 비판하는 동시에 자신의 독자적인 결론을 명쾌하게 내리고 있다”는 평을 받으며 학술서 및 교과서로 애용되어 왔다.

## 참고 문헌
- 고시생의 바이블 '민법시리즈' 저자 곽윤직 서울대 명예교수, 동아일보 2002년 1월 31일자.